# Linognathoides baibacinae
Linognathoides baibacinae är en insektsart som först beskrevs av Blagoveshtchensky 1965.  Linognathoides baibacinae ingår i släktet Linognathoides och familjen ledlöss. Inga underarter finns listade i Catalogue of Life.